# Trivium (onderwijs)

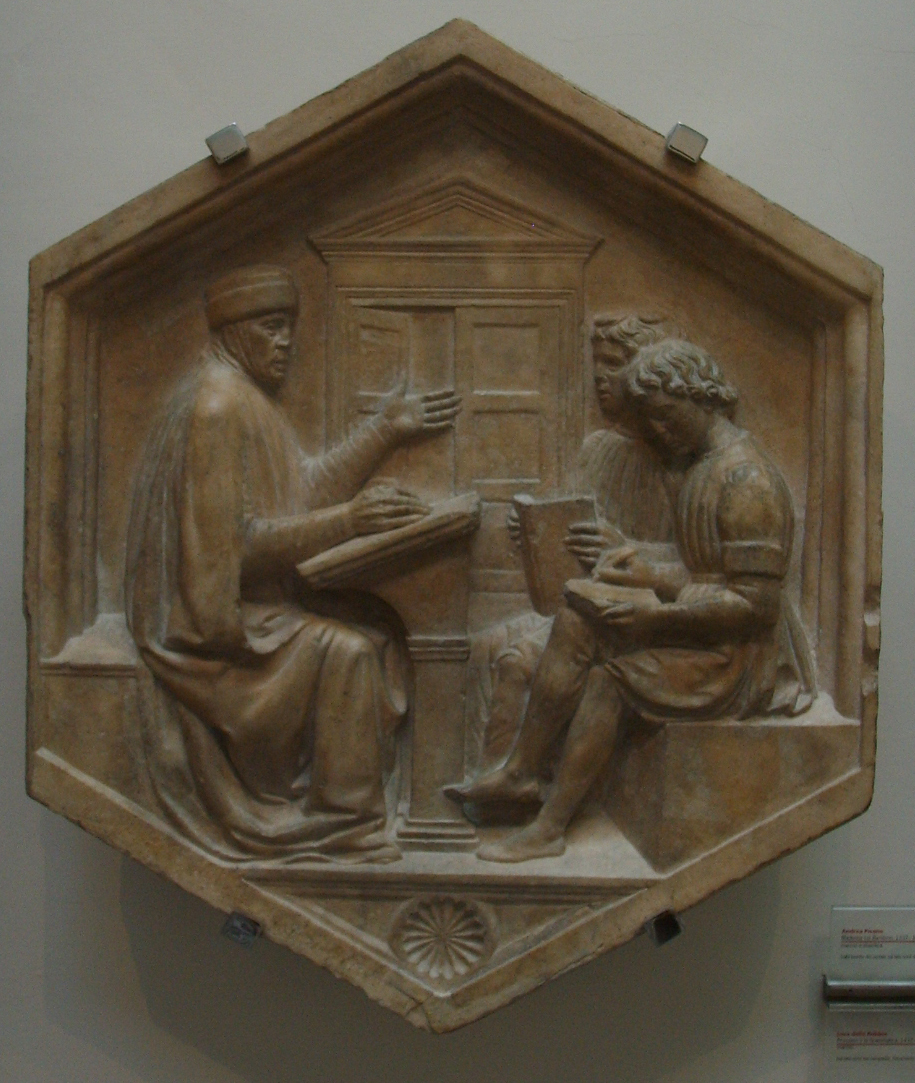
Luca della Robbia, Grammatica met Priscianus (1437-1439)

Het trivium (Latijn voor "driesprong", tri=drie en via=weg) bestaat uit de drie basisvakken van de zeven vrije kunsten, dat wil zeggen de zeven takken van wetenschap in de antieke tijden en de middeleeuwse universiteit. Deze vakken waren
- grammatica - spelling, woordkeus en de morfologie
- retorica - opbouw van een betoog
- dialectiek - argumenteren.

Deze takken van wetenschap waren nog niet wetenschappen naar de huidige opvatting van dat begrip: ze beperkten zich tot elementaire grammatica en tot de kunst van het redeneren. Nadat de student deze vakken drie jaar lang had gevolgd, daarbij de verplichte stof lezend, colleges volgend en debatten voerend, was hij baccalaureus. (Vrouwelijke studenten waren er niet.)
De opleiding met deze drie vakken was een voorbereidende stap op het Quadrivium, waarna een geestelijke of ambtelijke functie in het vooruitzicht lag.

## Geschiedenis
Deze opleiding in het trivium was een onderdeel van de opleiding vanaf het laat-Romeinse rijk tot en met de renaissance.
In Nederland kwamen leerboeken voor het trivium beschikbaar rond de Amsterdamse rederijkerskamer d'Eglentier. Waarschijnlijk schreef H.L. Spiegel in 1584 Twe-spraack van de Nederduitsche letterkunst over grammatica, Ruygh-bewerp van de redenkaveling ofte Nederduijtsche dialectike en Kort begrip des redenkavelings (1585) over dialectiek en Rederijck-kunst in rijm opt kortst vervat (1587) over retoriek.

## Verwante begrippen
- Het Nederlandse woord triviaal is afgeleid van het Franse trivial of het Latijnse trivialis, en daarmee indirect van trivium. Aanvankelijk betekende het "basaal", "elementair", waarna de betekenis verschoof naar "alledaags", "onbeduidend".[2]
- Trivia was oorspronkelijk het gewone Latijnse meervoud van trivium. In sommige talen (zoals het Engels en Nederlands) is dit een vaste benaming geworden voor irrelevante of onbeduidende zaken, onder invloed van het bijvoeglijk naamwoord triviaal/trivial dat inmiddels ook deze betekenis had. Trivia fungeert in dit geval als een plurale tantum.[3]